# Святозеро (озеро, Ленинградская область)
Святозеро — озеро, расположено на северо-востоке  Бокситогорского района Ленинградской области, недалеко от границы с Тихвинским районом, на Вепсовской возвышенности.
Площадь озера составляет 2,4 км² (по другим данным — 2,42 км²), площадь водосбора — 17,5 км². Высота над уровнем моря — 200,9 м. Озеро глубокое, его средняя глубина составляет 5 м, максимальная — 10 м. Длина береговой линии — 9,511 км.
Водоём имеет лопастную форму. Один остров в западной части. Берега озера низкие, местами заболоченные, поросшие смешанным лесом. На восточном берегу стоит посёлок Красноборский, через который проходит узкоколейная железная дорога Ефимовского лестрансхоза. Значимых притоков не имеет. На юге вытекает река Лидь, впадающая в озеро Пелушское.